# ボーディ王子経
ボーディ王子経（ボーディおうじきょう、巴: Bodhirājakumāra-sutta, ボーディラージャクマーラ・スッタ）とは、パーリ仏典経蔵中部に収録されている第85経。『菩提王子経』（ぼだいおうじきょう）とも。
釈迦が、ヴァンサ国のボーディ王子に、自身の修行経験を含む仏法を説いていく。

## 構成

### 登場人物
- 釈迦
- ボーディ王子 --- ヴァンサ国の王子。ウデーナ王の息子。
- サンジカープッタ --- ボーディ王子の使用人。

### 場面設定
ある時、釈迦は、バッガ国スンスマーラギラのベーサカラー林にある鹿苑に滞在していた。
使用人サンジカープッタを介して、ヴァンサ国のボーディ王子の食事供養を申し出された釈迦は、それを受け入れ、翌朝王子の家で食事を摂る。
王子から苦(dukka)と楽(sukha)の関係を問われた釈迦は、自身の修行時代を語り出す。

Mayhamipi kho rājakumāra, pubbeva sambodhā anabhisambuddhassa bodhisattasseva sate etadahosi:

" na kho sukhena sukhaṃ adhigantabbaṃ, dukkhena kho sukhaṃ adhigantatabba" nti.
王子よ、わたしも等覚以前、未だ等覚していない菩薩であった頃にも、そのように考えていました。

「楽は楽によって証得されない。楽は苦によって証得される」と。	

アーラーラ・カーラーマやウッダカ・ラーマプッタに師事し、そこでは満足できずにウルヴェーラのセーナー村で苦行生活を行った。その中で苦楽中道を悟り、独覚したこと、四禅と三明、そして梵天勧請と初転法輪などについて説かれていく。
法悦したボーディ王子は、三宝への帰依を誓う。

## 内容

### 苦行生活
ウッダカ・ラーマプッタの元を立ち去った釈迦は、マガダ国の各地を旅し、ウルヴェーラのセーナー村に入った。
体を痛めつけたり、無呼吸の禅定を行ったり、完全な断食を試みている。

Tassa mayhaṃ rājakumāra, etadahosi: " yannūnāhaṃ sabbaso āhārūpacchedāya paṭipajjeyya"nti.

Atha kho maṃ rājakumāra, devatā upasaṅkamitvā etadavocuṃ: " mā kho tvaṃ mārisa sabbaso āhārūpacchedāya paṭipajji,...
王子よ、私にこのような考えが起こりました。「私は、完全な断食行をなしてはどうだろうか」と。

王子よ、天部（デーヴァ）は、私へ近づいてこう言いました。「我が友よ、あなたは完全な断食行をしてはいけません。...」

しかし苦行では菩提を得ることはできないと感じた釈迦は、苦行を行うことを止め（苦行放棄）、正念（sati）が菩提への道であるとの考えに至った。

Na kho panāhaṃ imāya kaṭukāya dukkarakāriyāya adhigacchāmi uttarimanussadhammā alamariyañāṇadassanavisesaṃ. 

Siyā nu kho añño maggo bodhāyā"ti.?
私はこれらの辛い苦行によっても、人法を超えた聖なる智見殊勝を証得しなかった。

菩提のためには、別の道があるのではないだろうか。

その後、苦行を放棄した釈迦を見た五比丘たちは、彼を堕落したとみなして釈迦の傍を立ち去っている。

### 菩提
Vimuttasmiṃ vimuttamiti ñāṇaṃ ahosi. 

Khiṇā jāti vusitaṃ brahmacariyaṃ, kataṃ karaṇiyaṃ nāparaṃ itthattāya'ti abbhaññāsiṃ. 
解脱したとき、「解脱した」という智が生じました。

「生は尽きた。梵行は完成した。なされるべきことはなされた。二度とこのような状態へ（至ることは）ない」と了知したのです。	

## 日本語訳
- 『南伝大蔵経・経蔵・中部経典3』（第11巻上） 大蔵出版
- 『パーリ仏典 中部（マッジマニカーヤ）中分五十経篇II』 片山一良訳 大蔵出版
- 『原始仏典 中部経典3』（第6巻） 中村元監修 春秋社